# Freetown (Antigua e Barbuda)
Freetown è un centro abitato di Antigua e Barbuda, situato sull'isola di Antigua, nella parrocchia di Saint Philip, della quale è il capoluogo.